# 하림코탄섬
하림코탄섬(러시아어: Харимкотан, 일본어: 春牟古丹島 하리무코탄토/하루무코탄토[*], 아이누어: Хaримь 하리므)는 쿠릴 열도 북부에 위치한 삼각형 모양의 무인 화산섬이다. 오네코탄섬에서 15km 떨어져 있다.
중앙부에 해발고도 1,157m의 세베르긴(러시아어: влк. Севергина, 일본어: 春牟古丹岳) 화산이 있는데, 정상부에 말발굽 모양의 화산 크레이터 2개가 특징적이다. 이는 비탈면 위쪽의 붕괴로 형성된 것으로 추정되며, 그 잔해가 섬 동쪽과 북서쪽에 반도를 형성한 것으로 보인다. 1933년 마지막 분화기록이 있어 파라무시르 섬까지 화산재가 날아갔다고 한다.
섬 이름은 아이누어로 "백합(오오우바유리)이 많은 곳"이라는 의미이다. 카린코탄섬(加林古丹)이라는 다른 이름도 있었다.